# Nanofabbricazione
La nanofabbricazione è un termine utilizzato per descrivere la produzione di materiali in nanoscala, i quali possono essere polveri o fluidi, o per descrivere la fabbricazione di parti "bottom up" di materiali "nanoscalati" o "top down" nei passaggi più piccoli ad alta precisione, utilizzati in molte tecnologie come ad esempio l'ablazione laser, l'incisione e altre. La nanofabbricazione non va confusa con la fabbricazione molecolare, che si riferisce specificamente alla realizzazione di strutture nanometriche complesse per mezzo della meccanosintesi non biologica (e successivo assemblaggio). 
Il termine "nanofabbricazione" viene ampiamente usato, per es. dalla Piattaforma Tecnologica Europea MINAM  e dalla statunitense National Nanotechnology Initiative (NNI).  La NNI si riferisce al sotto-dominio della nanotecnologia come una delle sue cinque "aree di priorità".  Esiste anche un programma di nanofabbricazione alla U.S. National Science Foundation, per mezzo della quale è stata istituita la  National Nanomanufacturing Network (NNN). La NNN è un'organizzazione che lavora per facilitare la transizione delle nanotecnologie dalla ricerca di laboratorio alla produzione industriale e lo fa attraverso lo scambio di informazioni,  workshop strategici e sviluppo di roadmap.
La NNI ha definito la nanotecnologia in modo molto ampio,  includendo una vasta gamma di piccole strutture, comprese quelle create tramite strumenti imprecisi e di grandi dimensioni. Tuttavia, la nanofabbricazione non è definita nella recente relazione della NNI, Instrumentation and Metrology for Nanotechnology. Al contrario, un'altra "area di priorità", la nanolitografia viene definita come "la capacità di fabbricare, con metodi diretti o di auto-assemblaggio, strutture funzionali o dispositivi a livello atomico o molecolare" (p. 67). La nanofabbricazione sembra riguarderà a breve termine la fabbricazione su scala industriale di oggetti basati sulla nanotecnologia, con particolare attenzione al basso costo e all'affidabilità.
Molte associazioni professionali hanno formato gruppi di tecnici in nanotecnologia. La Society of Manufacturing Engineers, per esempio, ha formato un  "gruppo tecnico per la nanofabbricazione" (Nanomanufacturing Technical Group) per informare sia i membri delle tecnologie in via di sviluppo, affrontando gli aspetti organizzativi, che le questioni legali riguardanti la proprietà intellettuale onde poter ottenere una più ampia commercializzazione.